# Östergötlands runinskrifter 147
Östergötlands runinskrifter 147, Ög 147, är en vikingatida runsten i Furingstads socken i Norrköpings kommun. Den är en av fem runstenar som står resta utanför Furingstads kyrka, från vars väggar den uttogs vid en restaurering 1888. Stenen är 2 meter hög och av rödaktig granit. Runorna står i en slinga som är omkring 7 cm bred och som först följer den ristade sidans kanter för att sedan fortsätta upp på dess mittyta. Det sätt på vilket slingans enda oskadda ände är utformad innebär att ristningen tycks höra hemma i stilgrupperingen RAK, vilket skulle tyda på att den är gjord under 1000-talets första del, eller möjligen under 900-talets slut.

## Translitterering
I translittererad form lyder stenens inskrift:
suin * auk * satar * þa[im *] kirþu s(b)akaR * iftiR * fukla * br(u)þur*sun * sin
Parenteser markerar runor här som är skadade men som man ändå tycker sig kunna identifiera; hakparenteser markerar avsnitt som gått förlorade men som är kända genom äldre källor. Den förmodade b-runan i inskriftens sjätte ord har ett speciellt utseende, närmast som ett latinskt versalt H, vilket vållat viss osäkerhet kring dess identitet.

## Översättning
I översättning till våra dagars svenska lyder inskriften på stenen:
"Sven och Sandar, de gjorde spänger efter Fugle, sin brorson."